# Kanalen van Claudius

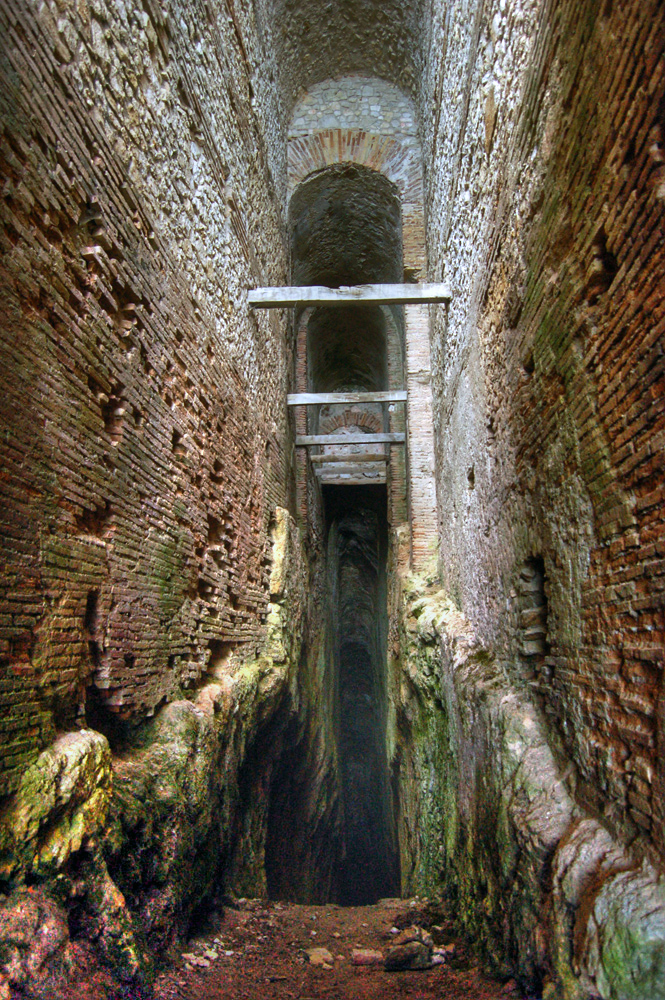
Kanalen van Claudius

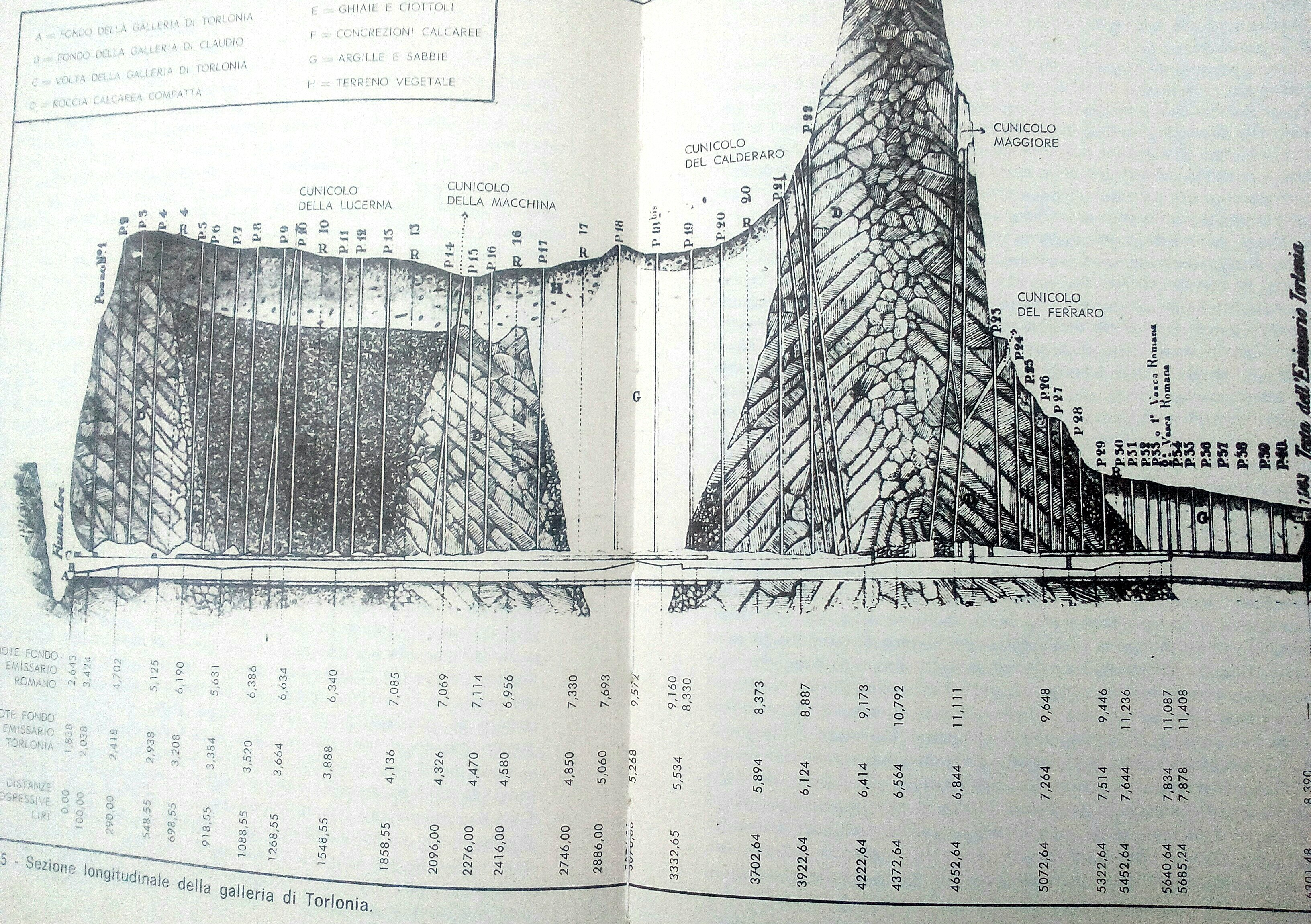
Rechts, de ingang het meer van Fucinus en links, de uitgang de rivier Liri.

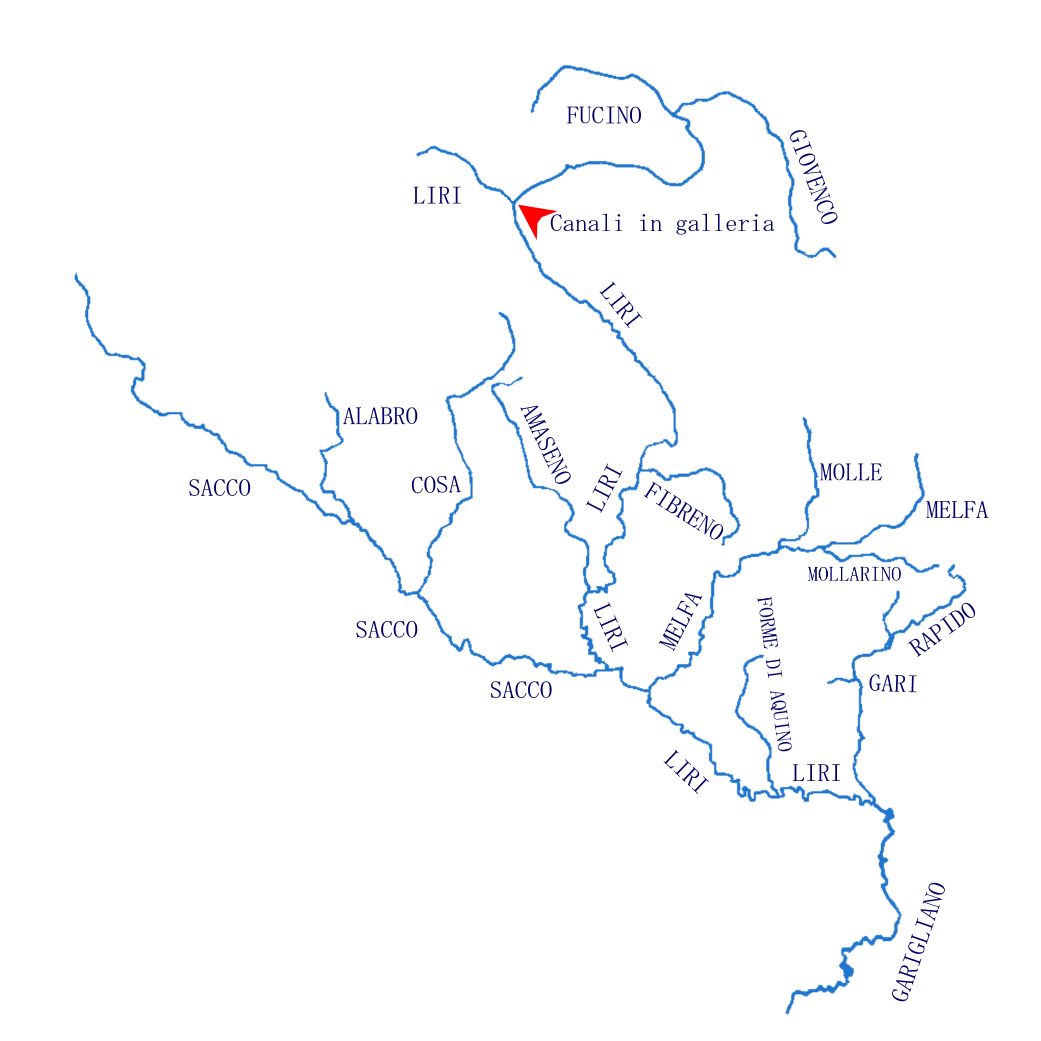
Situering tussen het meer van Fucino en rivier Liri (rode pijl).

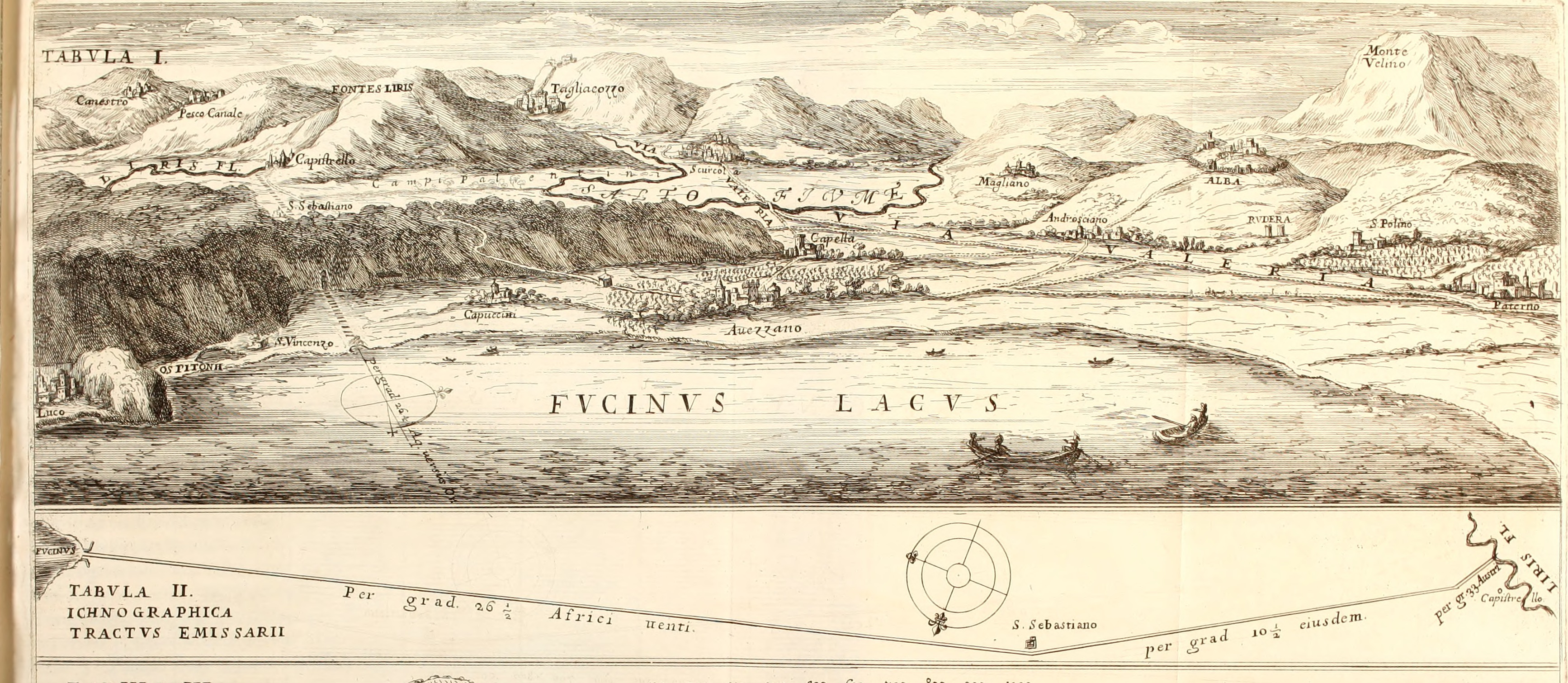
Het voormalige meer van Fucinus met links de berg Monte Salviano

De Kanalen van Claudius of Tunnels van Claudius, Italiaans: Cunicoli di Claudio, zijn een ondergronds hydraulisch tunnelcomplex in de Apennijnen (Italië) en werden gebouwd tijdens het bestuur van de Romeinse keizer Claudius I (1e eeuw). Het is gelegen in de gemeente Avezzano (provincie L’Aquila) en doorboort de berg Monte Salviano, een van de Apennijnen.

## Probleem voor de Romeinen
Reeds in de 1e eeuw v.Chr. overstroomde het meer van Fucinus regelmatig, tot ongenoegen van de hele streek. Het meer van Fucinus, in het Latijn Lacus Fucinus en in het Italiaans Lago Fucino, was het grootste meer centraal gelegen op het Italiaanse schiereiland. Dit meer bestaat sinds de 19e eeuw overigens niet meer. Julius Caesar had het plan opgevat om een drainage te doen van het meer van Fucinus (1e eeuw v.Chr). Suetonius vermeldde op de ‘to do’ lijst van Julius Caesar (in zijn werk De Vita Caesarum) onder andere emittere Fucinum Lacum, wat betekent, het meer van Fucinus laten leeglopen. Door de moord op Caesar werden deze plannen opgeborgen.

## Keizer Claudius
Zowat een eeuw later startte keizer Claudius de werken. Claudius vertrouwde het werk toe aan Narcisus, een machtige vriend van hem. Elf jaar lang werd aan de tunnels van Claudius gewerkt: van het jaar 41 tot het jaar 52. De ingang van het complex lag aan de kant van het meer van Fucinus, wat zich thans bevindt op het grondgebied van de gemeente Avezzano. Hier stond een sluis; de Romeinen konden deze sluizen openen bij hoogstand van het water in het meer.
De ondergrondse tunnel door de Monte Salviano loopt op 100 meter diepte. Zij mondt uit in de rivier Liri in de gemeente Capistrello. De tunnel, die op sommige plekken een galerij vormt, is 5,6 km lang. Zij heeft meerdere zijgangen en schachten naar de bovengrond. Dertigduizend man werkten er 11 jaar aan, onafgebroken. Zij werkten in shiften van 8 uur. Het ging om 30.000 man, een 10.000-tal slaven en 20.000 vrije arbeiders, alhoewel dit onderscheid niet voor iedereen duidelijk is. De dodentol liep hoog op en er gebeurden regelmatig zware ongelukken bijvoorbeeld wanneer een dijk het begaf en mensen verdronken in een ondergrondse put. Plinius de Oudere beschreef in zijn Naturalis Historia Volume XXXIII onder welke zware omstandigheden dag en nacht gegraven, geklopt, gemetseld en gesleurd werd. Na 11 jaar bouwen kwam keizer Claudius met zijn familie het werk bewonderen aan de zijde van het meer. De ondergrondse constructie wordt een staaltje van bouwkundig vernuft genoemd van de Romeinen.

## Middeleeuwen
Tijdens de Middeleeuwen geraakte de hoofdtunnel langzaam verstopt door afval. Het water uit het meer liep moeilijker af. Keizer Frederik II van het Heilige Roomse Rijk liet een studie uitvoeren doch deed niets. Er vonden ook enkele instortingen van galerijen plaats.

## 19e eeuw
De Zwitserse architect Jean François Mayor de Montricher ontwierp een plan tot drooglegging van het meer van Fucino (19e eeuw). Door de juiste drainages aan te leggen lukte hij hierin. Het meer van Fucino droogde volledig op. Het is thans een vlakte, de vlakte van Fucino. Aan de ingang van de Tunnels van Claudius verrees een groot Mariabeeld.

## 21e eeuw
Sinds het eind van de 20e eeuw is er interesse vanuit de universiteit van L’Aquila voor archeologisch onderzoek in de Tunnels van Claudius. Voor toeristen waren de Tunnels van Claudius onbekend. Sinds 2000 financieren de Handelskamers van l’Aquila en van Avezzano een project om toeristen te interesseren voor de vlakte van Fucino en dus ook voor de Tunnels van Claudius. Deze tunnels zijn een archeologische locatie geworden: Parco dei Cuniculi of Park van de Tunnels.